# Фэгурень
Фэгурень (рум. Făgureni) — село в Страшенском районе Молдовы. Входит в состав города Страшены.

## География
Село расположено на высоте 125 метров над уровнем моря.

## Население
По данным переписи населения 2004 года, в селе Фэгурень проживает 770 человек (358 мужчин, 412 женщины).
Этнический состав села:
| Национальность | Число жителей | Процентный состав |
| -------------- | ------------- | ----------------- |
| молдаване      | 739           | 95.97             |
| румыны         | 21            | 2.73              |
| русские        | 7             | 0.91              |
| украинцы       | 3             | 0.39              |
| Всего          | 770           | 100%              |